# Hoch klingt das Lied vom U-Boot-Mann
Hoch klingt das Lied vom U-Boot-Mann (Alternativtitel Das Heldenleben des Erfinders der U-Boote Wilhelm Bauer, Wilhelm Bauer) ist ein deutscher Propagandafilm aus dem Jahr 1917. Der Titel ist der Name eines Soldatenliedes.

## Handlung
Der Film zeigt die Welt des U-Bootes und das Leben des deutschen Ingenieurs Wilhelm Bauer, der das erste moderne Unterseeboot nach seinen Plänen in Kiel erbauen ließ und 1851 am Tauchversuch teilnahm.

## Hintergrund
Produktionsfirma war die Imperator-Film-Co. mbH Berlin. Sprecher und Kommentator des Prologs war (vermutlich nur bei den beiden Erstaufführungen) Fritz Schulz. Die Kostüme wurden von Wimmer entworfen und von Verch und Co. geschneidert. Der Film hatte eine Länge von vier Akten. Die Zensur fand Anfang Mai 1917 statt. Die Polizei Berlin gab ihn für die Jugend frei (Nr. 40590). Er wurde auch vom Militär München geprüft (Nr. 2208). Eine erste Aufführung fand am 12. Mai 1917 in München statt, die eigentliche Uraufführung dann am 1. Juni 1917 im Mozartsaal in Berlin.
Mit Geheimakte W.B. 1 entstand 1941 unter der Regie von Herbert Selpin ein sehr viel bekannteres Porträt Bauers, das allerdings starke, nationalsozialistische Propagandaelemente erhält. Bauer wurde dort von Alexander Golling dargestellt.